# سامان سالور
سامان سالور (زاده ۲۳ مرداد ۱۳۵۵ در بروجرد) کارگردان و فیلم‌نامه‌نویس ایرانی است.

## زندگی و حرفه
او فارغ‌التحصیل رشته کارگردانی سینما از دانشگاه سوره است. نخستین فیلم بلند او ساکنین سرزمین سکوت برنده جایزه ویژه هیئت داوران جشنواره بین‌المللی فیلم صوفیه شد. او با ساخته بعدی خود، چند کیلو خرما برای مراسم تدفین جایزه ویژه هیئت داوران جشنواره فیلم لوکارنو ۲۰۰۶ و بالن طلایی بهترین فیلم جشنواره سه قاره ۲۰۰۶ را برای ساخت این فیلم به دست آورد و همچنین چند جایزه دیگر نیز برای کارگردانی این فیلم به دست آورد و این فیلم مورد تحسین منتقدان قرار گرفت.
او در دوران دانشجویی همراه با تورج اصلانی و محسن نامجو در خانه ایی دانشجویی با هم زندگی می‌کردند که سر انجام این همراهی به همکاری منجر شد و فیلم چند کیلو خرما برای مراسم تدفین حاصل دوستی این دوران بوده است که مورد توجه منتقدین جهانی قرار گرفت. سالور مستند «آرامش با دیازپام ده» را از زندگی محسن نامجو ساخت. فیلمبرداری کارهای او همکاری با تورج اصلانی بعنوان مدیر فیلمبرداری صورت می‌گیرد.
او با فیلم ترانه تنهایی تهران به‌عنوان تنها نماینده سینمای ایران در بخش ۱۵ روز با کارگردانان به جشنواره فیلم کن ۲۰۰۸ راه پیدا یافت.فیلم سینمایی «سه کام حبس» تازه‌ترین ساخته سامان سالور در سی و هشتمین جشنواره فیلم فجر اکران شد، فیلمی که به گفته سازنده برای تأثیرگذاری بر جامعه ساخته شده است.
این فیلم پرفروش‌ترین فیلم اجتماعی نیمه اول سال ۱۴۰۲ شد.

## فیلم‌شناسی
نمایش خانگی
گردن‌زنی(۱۴۰۳)

### سینما

#### کارگردان
- سه کام حبس (۱۳۹۸)
- تمشک (۱۳۹۲)
- سیزده ۵۹ (۱۳۸۹)
- آمین خواهیم گفت (۱۳۸۹)
- ترانه تنهایی تهران (۱۳۸۷)
- چند کیلو خرما برای مراسم تدفین (۱۳۸۴)
- ساکنین سرزمین سکوت (۱۳۸۲)

#### نویسنده
- سه کام حبس (۱۳۹۸)
- تمشک (۱۳۹۲)
- سیزده ۵۹ (۱۳۸۹)
- آمین خواهیم گفت (۱۳۸۹)
- به هدف شلیک کن (۱۳۸۷)
- ترانه تنهایی تهران (۱۳۸۷)
- چند کیلو خرما برای مراسم تدفین (۱۳۸۴)
- ساکنین سرزمین سکوت (۱۳۸۲)

#### تهیه‌کننده
- ترانه تنهایی تهران (۱۳۸۷)
- ساکنین سرزمین سکوت (۱۳۸۲)

#### تدوین
- هایلایت (۱۳۹۶)
- ترانه تنهایی تهران (۱۳۸۷)
- چند کیلو خرما برای مراسم تدفین (۱۳۸۴)
- ساکنین سرزمین سکوت (۱۳۸۲)

### فیلم‌های کوتاه و مستند
- آرامش با دیازپام ده
- صدای ما را روی موج کوتاه می‌شنوید
- بازی نهایی
- دربست اکباتان
- جایی نزدیک آسمان
- آخرین فرستاده
- فرشته‌ها رؤیا را نوازش می‌کنند
- باد گیسوانت را شانه خواهد

## جایزه‌ها
- برنده جایزه بهترین فیلمنامه از جشنواره فیلم بین‌المللی پزارو برای فیلم سه کام حبس[۲]
- برنده جایزه بهترین کارگردانی از فستیوال بین‌المللی استپس برای سیزده ۵۹ ۲۰۰۸
- برنده جایزه ویژه جشنواره بین‌المللی باتومی برای ترانه تنهایی تهران ۲۰۰۸[۳]
- برنده جایزه طلایی جشنواره فونچال پرتغال برای ترانه تنهایی تهران ۲۰۰۸
- برنده جایزه چشم سوم جشنواره فیلم‌های آسیایی بمبئی برای فیلم چند کیلو خرما برای مراسم تدفین ۲۰۰۷
- برنده جایزه بالن طلایی و جایزه تماشاگران جشنواره سه قاره نانت برای چند کیلو خرما برای مراسم تدفین ۲۰۰۶
- برنده جایزه ویژه هیئت داوران و نامزد یوزپلنگ طلایی جشنواره فیلم لوکارنو برای چند کیلو خرما برای مراسم تدفین ۲۰۰۶
- برنده جایزه بهترین فیلم جشنواره فیلم ادینبورگ برای چند کیلو خرما برای مراسم تدفین ۲۰۰۶
- راهیابی به جشنواره کن سال برای فیلم چند کیلو خرما ۲۰۰۶
- برنده جایزه بهترین فیلم و فیلمنامه جشنواره آبرن فرانسه برای چند کیلو خرما برای مراسم تدفین ۲۰۰۶[۴]
- برنده جایزه فیپرشی جشنواره بین‌المللی فیلم کی یف برای ساکنین سرزمین سکوت ۲۰۰۵
- برنده جایزه ویژه تماشاگران جشنواره فیلم اسلوونی برای ساکنین سرزمین سکوت ۲۰۰۵
- برنده جایزه ویژه هیئت داوران جشنواره بین‌المللی فیلم صوفیه برای فیلم ساکنین سرزمین سکوت ۲۰۰۵